# پاتریس کالرز
پاتریس کالرز (انگلیسی: Patrisse Cullors؛ زادهٔ ۲۰ ژوئن ۱۹۸۳) کنشگر، هنرمند، فعال فرهنگی و نویسنده اهل ایالات متحده آمریکا است.
وی همچنین برندهٔ جوایزی همچون ۱۰۰ زن بی‌بی‌سی و برنامه فولبرایت شده‌است.
پاتریس کالرز یکی از پایه‌گذاران و مدیر اجرایی بنیاد جهانی جان سیاه‌پوستان مهم است است. او همچنین مؤسس سازمان مردمی «شرافت و قدرت برای اکنون» (Dignity and Power Now) در لس‌آنجلس هست. پاتریس در حال حاضر در دانشگاه پرسکت آریزونا، مدیریت برنامه جدید دوره کارشناسی ارشد در زمینه هنرهای اجتماعی و زیست‌محیطی که خودش بنیان گذاشته را برعهده دارد.